# 269 (szám)
A 269 (kétszázhatvankilenc) a 268 és 270 között található természetes szám.

## A matematikában
Prímszám, ikerprím, Eisenstein-prím. Jó prím. Pillai-prím.
Szigorúan nem palindrom szám.